# Amphiduros pacificus
Amphiduros pacificus är en ringmaskart som beskrevs av Hartman 1961. Amphiduros pacificus ingår i släktet Amphiduros och familjen Hesionidae. Inga underarter finns listade i Catalogue of Life.